# Мостовское городское поселение
Мостовское городское поселение — муниципальное образование в составе Мостовского района Краснодарского края России.
Административный центр — посёлок городского типа Мостовской.
Городское поселение образовано законом от 16 сентября 2004 года. В рамках административно-территориального устройства Краснодарского края ему соответствует посёлковый округ (пгт с подчинёнными ему 5 сельскими населёнными пунктами).

## Население
| 2010    | 2012    | 2013    | 2014    | 2015    | 2016    | 2017    |
| ------- | ------- | ------- | ------- | ------- | ------- | ------- |
| 26 056  | ↘25 971 | ↗26 038 | ↗26 065 | ↘26 047 | ↗26 161 | ↗26 194 |
| 2018    | 2019    | 2020    | 2021    | 2023    |         |         |
| ↘26 038 | ↗26 080 | ↗26 127 | ↗26 617 | ↘26 428 |         |         |

## Населённые пункты
В состав городского поселения (поселкового округа) входят 5 населённых пунктов:
| № | Населённый пункт | Тип населённого пункта  | Население (чел.) |
| - | ---------------- | ----------------------- | ---------------- |
| 1 | Мостовской       | посёлок городского типа | ↘25 365          |
| 2 | Весёлый          | хутор                   | ↗231             |
| 3 | Высокий          | хутор                   | ↗121             |
| 4 | Первомайский     | хутор                   | ↗294             |
| 5 | Пролетарский     | хутор                   | ↗242             |
| 6 | Садовый          | хутор                   | ↗93              |